# جهیزدان
روستای جهیزدان در هفده کیلومتری جنوب سرآب قرار دارد و حدود دویست خانوار جمعیت دارد. 
این روستا در حدود چهار کیلومتری کوه بزگوش قرار دارد. آب‌های جاری از این کوه بخشی از آب کشاورزی ده را تأمین می‌کند بقیه آب مورد نیاز کشاوزی از کاریزهای قدیمی و چاه‌های عمیق تأمین می‌شود.
راه ارتباطی ده تا سرآب اسفالت شده‌است.

## مردم
از حدود پنجاه سال پیش بیشتر اهالی به دلایل مختلف مهاجرت کرده‌اند. مثلاً تعداد خانوارهای مهاجرت کرده به تهران بیشتر از جمعیت خود روستا می‌باشد.
ترکیب جمعیتی‌اش شامل [اولاد ولی](فضلی...) و [اولاد ابول] که یکی از اولاد ولی می‌باشد و چند خاندان ترک (جاندوست)( الیاسی
) و چند خانوار [دلاکلو] وچند خانوار[گلمحمدلو] و [سیدها]( حسینی، موسویان، سیدی) و چند خانوار (ضرابی) (وجدانی)، (قلیزاده)،(رحمانی) (رضایی)،(صدقی) و 
(نباتعلیزاده) می‌باشند. شغل اکثریت ساکنین کشاورزی و دامداری و باغداری و زنبورداری می‌باشد. مردم این روستا دارای فرهنگی بالا، مهمان نواز و در عین دارای شجاعتی عجیب هستند و در برابر عوامل مخل اسایش آن‌ها برخوردی قاطع دارند. به عبارتی آگاهی زیادی دارند و استفاده‌های زیادی از تکنولوژی روز اعم از دنیای دیجیتال یا ماشین آلات کشاورزی دارند. این روستا افراد متخصص و متعهد بسیاری انواع رشته‌های انسانی و پزشکی و مهندسی در خود پرورش داده که نمونه ای از آن‌ها قدرت الله وجدانی فخر می‌باشد .
دانش آموزان پسر تا مقطع تحصیلی راهنمایی ودختران طی سال‌های اخیر تامقطع پیش دانشگاهی در خود روستا تحصیل می‌کنند.اخیراً (از سال ۸۴ ) مردمان شهر نشینش با مراجعه مجدد به روستا اقدام به ساخت ویلای قشلاقی برای خود کرده اند

## آثار تاریخی
زمان شروع سکونت در دقیقاً معلوم نیست ولی شواهدی وجود دارد که نشان می‌دهد از زمان نسبتاً قدیم سکونت به اشکال مختلف وجود داشته‌است.
قالاداشی (سنگ قلعه) از آثار قدیمی موجود در این ده بود که دو سنگ به شکل مکعب مستطیل بودند و سر یک کوچه نصب شده بودند و سنگ نوشته زیبایی داشتند.
امامزاده ای هم به نقل مردم روستا در این روستا وجود دارد.